# Woodiphora capisularis
Woodiphora capisularis är en tvåvingeart som beskrevs av Liu 2001. Woodiphora capisularis ingår i släktet Woodiphora och familjen puckelflugor. Inga underarter finns listade i Catalogue of Life.